# بوب بيكيت
بوب بيكيت (بالإنجليزية: Bob Beckett)‏‏ (8 أبريل 1936 - 9 أبريل 2019 ) لاعب هوكي الجليد من كندا.

## روابط خارجية
- بوب بيكيت على موقع دوري الهوكي الوطني (الإنجليزية)
- بوب بيكيت على موقع قاعة مشاهير الهوكي (لاعب أن.إتش.أل) (الإنجليزية)
- بوب بيكيت على موقع EliteProspects.com (الإنجليزية)
- بوب بيكيت على موقع HockeyDB.com (الإنجليزية)
- بوب بيكيت على موقع Hockey-Reference.com (الإنجليزية)